# Galeandra devoniana
Galeandra devoniana là một loài thực vật có hoa trong họ Lan. Loài này được M.R.Schomb. ex Lindl. mô tả khoa học đầu tiên năm 1840.

## Hình ảnh

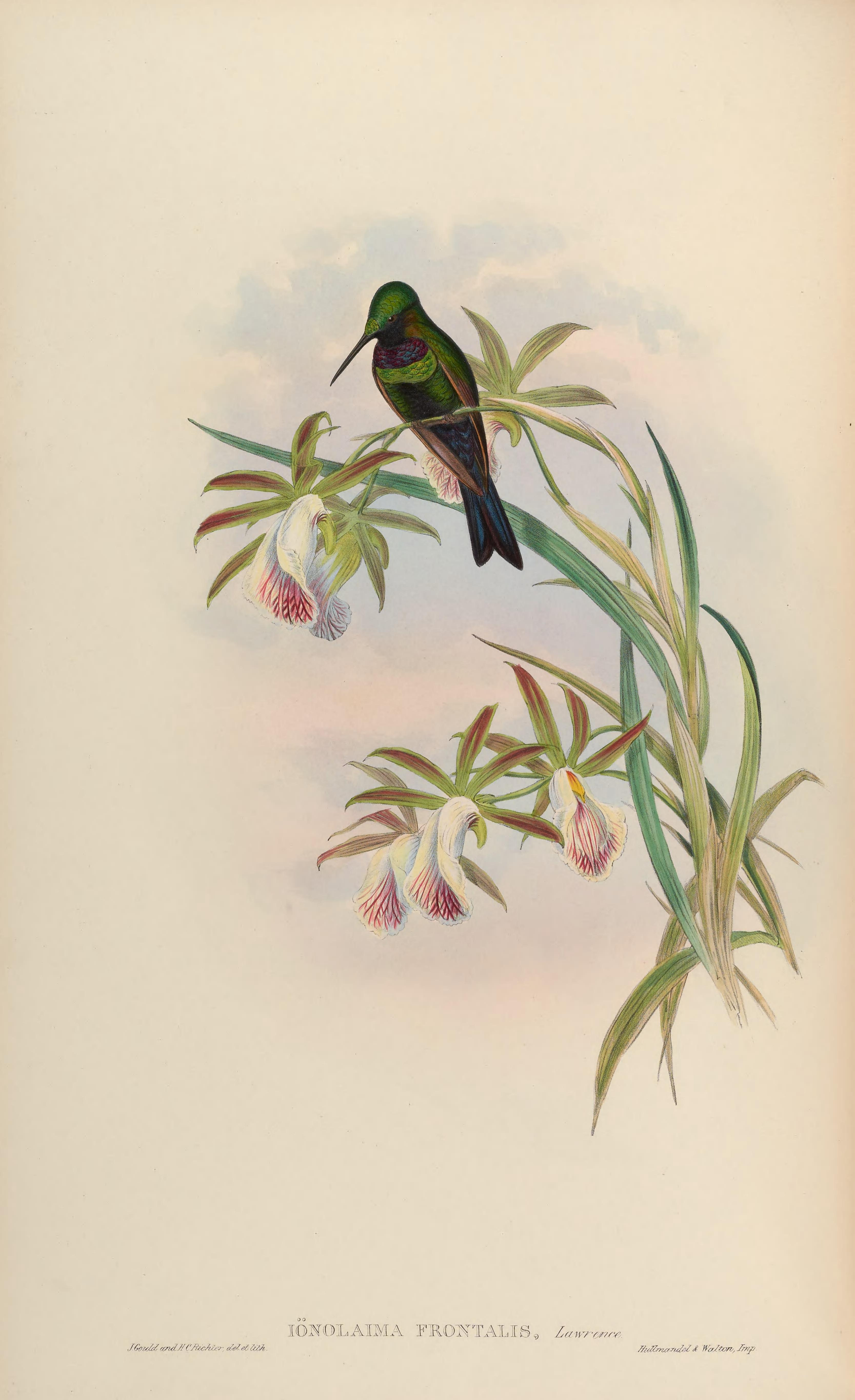